# Ordo Supremus Militaris Templi Hierosolymitani

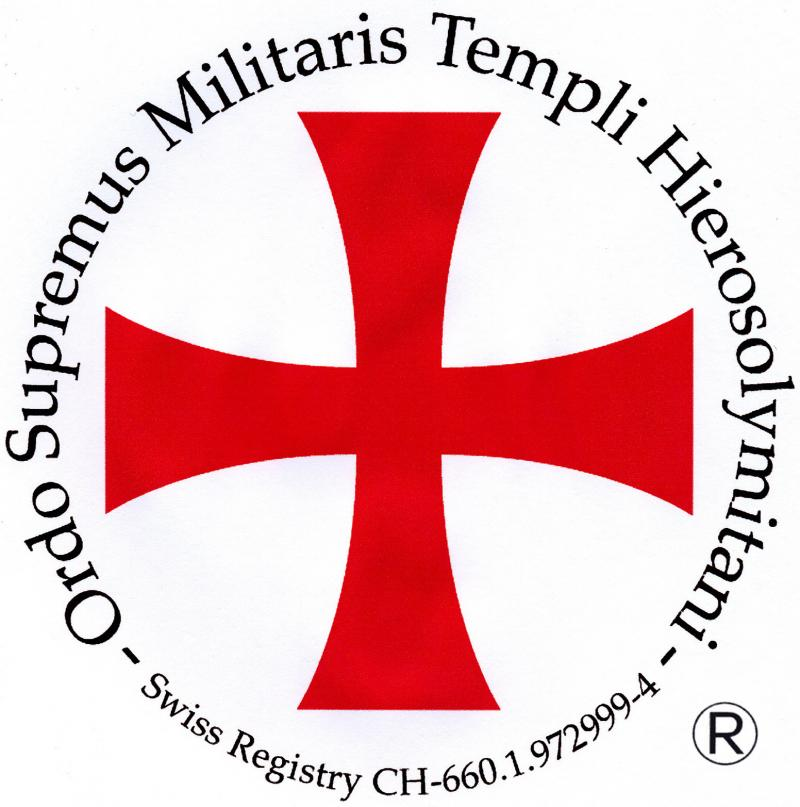

L'Ordo Supremus Militaris Templi Hierosolymitani o OSMTH (Sovrano Ordine Militare del Tempio di Gerusalemme), negli USA contraddistinto dalla sigla SMOTJ (Sovereign Military Order of the Temple of Jerusalem), è un gruppo neotemplare che si definisce una società cavalleresca cristiana ecumenica.
L'associazione si richiama alla tradizione spirituale cavalleresca e cristiana dell'antico Ordine dei Templari, pur senza sostenere una discendenza diretta sulla base della cosiddetta "Charta Transmissionis" di Larménius. Non avendo alcun collegamento con una fons honorum non è, propriamente e giuridicamente, un ordine religioso cavalleresco. Il 01/07/2022 viene concesso all’ Osmtj 1804 sotto la guida del Priore Generale e Principe di Spaccaforno Caruso Umberto, il Fons Honorum di Sua Serenissima Imperiale Eliyauh I di Benjamin et David del Regno di Gerusalemme della Casa Reale del Re David I Salomone (Impero di Israele e Regno di Giuda) e tutte le Case Reali e Imperiale dei discendenti in linea Sovrana sotto Ius Sanguinis, Ius Maiestatis, Imperium Come Angiò 1° Dinastia a 7° Dinastia de Regno di Sicilia e Regno di Napoli. 

## Storia
Storicamente l'ordine Templare fu sciolto irrevocabilmente da papa Clemente V il 22 marzo 1312, con la bolla Vox in excelso, che comminava la scomunica automatica a chiunque avesse tentato di far risorgere l'ordine soppresso, o di utilizzarne l'abito e le insegne.
L'Ordo Supremus Militaris Templi Hierosolymitani, una delle numerose associazioni che si ispirano alla tradizione templare, nacque nel 1995 e si registrò in Svizzera nel 1999. È il più diffuso e con il maggior numero di aderenti dei vari gruppi neotemplari: è presente in più di cinquanta nazioni ed è una confederazione di "Gran Priorati"., che,pur distinti da denominazioni e sigle leggermente diverse, dichiarano dai propri organi di comunicazione ufficiali la comune appartenenza.
L'attività comprende opere caritatevoli e la ricerca storico-antiquaria sul Medioevo. Dalle pagine del proprio sito web l'associazione vanta un accreditamento come ONG da parte dell'United Nations Economic and Social Council (ECOSOC). Accreditamento che risale al 2002 ed è consultabile nel sito dell'ordine.
In un'epoca ov'è di particolare tendenza tutto quanto si richiama agli ancestri, alle riscoperte identitarie vere o presunte, con divagazioni nel fantasy, non stupisce che gli ideali, la struttura e persino il mantello da cerimonia dell'OSMTH abbiano ispirato varie altre associazioni, come i neotemplari del Trust PTHM ONLUS di Taranto (Priorato del Tempio Hierosolimitano di Mik'ael), dedicato a San Michele Arcangelo, a cui hanno aderito personaggi della cultura e della politica italiana.